# Sigh No More (Gamma Ray)
Sigh No More è il secondo album della power metal band tedesca Gamma Ray.
Alla batteria c'è l'ingresso di Uli Kusch, che aveva già esordito nel tour di supporto a Heading for Tomorrow, prendendo parte alla realizzazione del disco che ne seguì: Heading for the East. Uli verrà poi reclutato dagli ex-colleghi di Hansen, gli Helloween. 
Importante è l'arrivo alla chitarra di Dirk Schlächter, che nel giro di alcuni anni passerà al basso; anch'egli come Kusch ha esordito nel tour e nel disco live precedenti.

## Tracce
1. Changes - 5:41 - (Hansen, Scheepers, Schlächter, Wessel)
2. Rich & Famous - 4:36 - (Hansen)
3. As Time Goes By - 4:39 - (Hansen, Sielck)
4. (We Won't) Stop the War - 3:44 - (Hansen, Wessel)
5. Father and Son - 4:22 - (Schlächter)
6. One with the World - 4:44 - (Hansen, Wessel)
7. Start Running - 3:54 - (Wessel)
8. Countdown (CD-Bonus) - 4:17 - (Hansen)
9. Dream Healer - 6:16 - (Hansen)
10. The Spirit - 4:16 - (Hansen, Wessel)
11. Sail On (Live, Japan-Bonus) - 4:08 - (Hansen)

## Formazione
- Ralf Scheepers - voce
- Kai Hansen - chitarra solista
- Dirk Schlächter - chitarra ritmica
- Uwe Wessel - basso
- Uli Kusch - batteria